# Perdita lasiogastra
Perdita lasiogastra är en biart som beskrevs av Timberlake 1929. Perdita lasiogastra ingår i släktet Perdita och familjen grävbin. Inga underarter finns listade i Catalogue of Life.